# قائمة البنوك الاستثمارية الأمريكية
تتعتبر الازمة المالية العالمية الراهنة قد قضت على جميع البنوك الاستثمارية في وول ستريت حيث بعضها افلس والبعض استحوذ عليه والبعض تحول لمصارف عادية
| الاسم                        | التاريخ |
| ---------------------------- | --- |
| بير ستيرنز Bear Stearns      | خامس أكبر بنك استثماري أمريكي انهار في مارس 2008 واستحوذ عليه جي بي مورجان تشايس مقابل دولارين للسهم وهو سعر متدني للغاية |
| ليمان براذرز Lehman Brothers | واحد من أكبر البنوك الأمريكية الاستثمارية اعلن افلاسه في يوم 15 سبتمبر 2008 بعد تخلي بنك باركليز عن صفقة شرائه |
| ميريل لينتش Merrill Lynch    | ثالث أكبر بنك استثماري في أمريكا استحوذ عليه بنك أوف أمريكا بعد تعرضه لخسائر قوية بسبب الازمة المالية وأزمة الرهن العقاري و قد قبل ايضا مساعدة الحكومة الأمريكية                                                                                |
| مورجان ستانلي Morgan Stanley | واحد من اخر بنكين استثماريين في الولايات المتحدة تم تحويله إلى مؤسسة مصرفية قابضة لكنه عاد الان الي ان يكون بنك استثماري قام ببيع 20% من البنك للميتسوبيشي واخذ مساعدة فيدرالية وتعرض لخسائر ضخمة ابان الازمة                                   |
| جولدمان ساكس Goldman Sachs   | يعتبر أكبر بنك استثماري في الولايات المتحدة اعتبرت نتائجه هي الأفضل بين البنوك الاستثمارية خلال الازمة قام ببيع حصة كبيرة في البنك ابان الازمة للمستثمر الأمريكي ذائع الصيط وارن بافيت مقابل 5 مليارات دولار وقبل ايضا مساعدة الحكومة الأمريكية |